# 生駒親敬
生駒 親敬（いこま ちかゆき）は、幕末の交代寄合旗本、明治初期の大名、出羽矢島藩主。

## 生涯
嘉永2年（1849年）11月7日、旗本・生駒親道の息子として生まれる。幼少期から聡明といわれた。安政2年（1855年）10月22日、家督を相続する。文久2年（1862年）12月1日、将軍・徳川家茂に御目見する。慶応2年（1866年）2月、幕府に領地へ帰国する許可を願う。
慶応4年（1868年）の戊辰戦争では、出羽久保田藩（秋田藩）や出羽本荘藩と共に官軍側に与した。同年2月21日、旧幕府に対し、奥羽鎮撫使の指揮下に入るため、矢島に帰国することを願う。同年3月8日、奥羽鎮撫使の指揮下に入り、後に諸侯（大名）に加えるとの内諾を得る。同年7月8日、奥羽鎮撫総督府から出羽庄内藩攻撃の先導役を命じられて出兵する。同年7月28日、鳥海山麓を越えて由利郡内に侵入してきた庄内藩の反撃を受けて敗北、矢島陣屋を奪取されて、久保田藩の久保田城下に逃げた。同年9月28日、奥羽鎮撫総督府から見舞金を支給される。同年11月5日、東京に出る。同年11月20日、高直しによって1万5200石の大名となり、従五位下・讃岐守に叙任した。同年12月5日、明治政府から領地へ帰国する許可を得る。
明治2年（1869年）6月22日、版籍奉還により知藩事となる。明治4年（1871年）7月の廃藩置県で免官された。明治13年（1880年）9月9日、死去。享年32。なお、子供は娘だけであったため、夫人の江美子が家督を相続した。明治29年（1896年）5月20日、従四位を追贈された。

## 系譜
父母
- 生駒親道（父）
- 星野氏 ー 側室（実母）
- 小笠原長泰の娘（養母）

正室
- 江美子 ー 松平信宝の四女

子女
- 生駒年子（長女） ー 生駒親承室後に大関増勤室
- 生駒巌子（次女） ー 生駒親忠室

子女
- 生駒親承 ー 生駒俊徳の長男